# Favrskov Gymnasium
Favrskov Gymnasium (tidligere Amtsgymnasiet i Hadsten) er et gymnasium beliggende i Hadsten. Gymnasiet har 790 elever (2022), der primært kommer fra Favrskov Kommune, som gymnasiet også har navn efter.
Gymnasiet blev etableret i 1981 i midlertidige bygninger. De nuværende bygninger blev taget i brug i 1983 og blev frem til 2007 drevet af Århus Amt. I 2007 skiftede gymnasiet navn til det nuværende samtidig med at det overgik til selveje.

## Kendte studenter
- ca. 1987: Sørine Gotfredsen, præst, journalist og debattør
- 1991: Karen Rønde, advokat og tidl. folketingsmedlem
- 1994: Line Holm Nielsen, journalist og forfatter[1]
- 1998: Thomas Stengaard, musiker og sangskriver af bl.a. Only Teardrops
- 2001: Morten Thorhauge, trommeslager i det danske band Carpark North
- 2003: Jens Skov Thomsen, bas og backing vokal i det danske band VETO
- 2005: Chris Anker Sørensen, cykelrytter
- 2010: Andreas Kousholt, Radiovært P3
- 2017: Nicklas Sahl, Musiker.